# Alluaudomyia rudolfi
Alluaudomyia rudolfi är en tvåvingeart som beskrevs av Meillon och Downes 1986. Alluaudomyia rudolfi ingår i släktet Alluaudomyia och familjen svidknott. Inga underarter finns listade i Catalogue of Life.